# Amico sei un gigante/Una volta di più
Amico sei un gigante/Una volta di più è un singolo di Riccardo Fogli, pubblicato nel 1974.
Entrambi i brani contenuti furono pubblicate per la prima volta su album nel 1982 nella raccolta Il primo Riccardo Fogli.

## Tracce
Lato A
1. Amico sei un gigante - 3:41

Lato B
1. Una volta di più - 4:16 (Riccardo Del Turco)